# Kyle Reynish
Kyle Patrick Reynish (Valencia, California, Estados Unidos; 3 de noviembre de 1983) es un exfutbolista estadounidense, que se desempeñaba en la posición de portero. 

## Trayectoria
Reynish asistido a la Escuela Secundaria Hart en Santa Clarita, California. Jugó fútbol en la Universidad de California en Santa Bárbara durante los años 2002-2006, sus primeras dos temporadas las paso como suplente. Fue el arquero titular y jugó todos los minutos de la UCSB en su temporada 2006, en la que la escuela ganó su primer Campeonato Nacional.
Reynish fue selccionado por el Real Salt Lake en la cuarta ronda del draft suplementario de 2007.

### Retiro
Reynish anunció su retiro al término de la temporada 2018.

## Clubes
| Club                             | País           | Año         |
| -------------------------------- | -------------- | ----------- |
| Bakersfield Brigade              | Estados Unidos | 2006        |
| Real Salt Lake                   | Estados Unidos | 2007 - 2012 |
| Charleston Battery (préstamo)    | Estados Unidos | 2010        |
| New York Cosmos                  | Estados Unidos | 2013        |
| Chicago Fire                     | Estados Unidos | 2014        |
| New York Red Bulls               | Estados Unidos | 2015 - 2016 |
| New York Red Bulls II (préstamo) | Estados Unidos | 2015 - 2016 |
| Atlanta United                   | Estados Unidos | 2017        |
| Fresno FC                        | Estados Unidos | 2018        |